# Mycena polygramma
Espèce
Synonymes
- Agaricus polygrammus Bull.[2]
- Mycena polygramma f. candida J.E. Lange[2]
- Mycena polygramma f. pumila J.E. Lange[2]

Mycena polygramma est une espèce de champignons de la famille des Mycénacées.